# Campofiorito
Campofiorito (Bellanova in siciliano, secondo l'antico toponimo di origine araba) è un comune italiano di 1 121 abitanti della città metropolitana di Palermo in Sicilia.

## Storia
Un primo nucleo abitativo probabilmente risale al periodo greco. Esso in epoca romana perse importanza, tanto che quando fu occupato dagli arabi fu distrutto e ridotto al paesino di Ballanūba, patria di un noto poeta arabo di Sicilia il cui Canzoniere (Dīwān) è stato studiato dal grande arabista Umberto Rizzitano, ordinario a Palermo nella seconda metà del XX secolo di Lingua e Letteratura araba.

Successivamente la città prese il nome di Bellanova. Nel XII secolo, precisamente nel 1246, l'imperatore Federico II di Hohenstaufen in seguito alla sua lotta contro i musulmani, allontano da Bellanova gli occupanti che si dispersero, e gli abitanti cristiani si spostarono verso l'odierno Campofiorito, dando origine a "Casale Bellanova".
Attraverso un complesso giro di eredità, compravendite e successioni, il Casale Bellanova passò al principe Stefano Reggio, a cui fu concessa l'investitura il 5 dicembre 1698. Quando, però, dopo la metà del Settecento, suo nipote, il principe Stefano Reggio-Gravina, pensò di servirsi dello "jus aedificadi" del 1452 per costruire su quelle terre un nuovo paese, dovette fare i conti con la ferrea opposizione dei notabili di Corleone e Bisacquino, che non riuscivano ad accettare la nascita di un nuovo agglomerato urbano in concorrenza con i loro.
Reggio avrebbe potuto costruire il suo paese, pagando però un indennizzo alle due città vicine. Lo "jus aedificandi", concesso da Alfonso d'Aragona tre secoli prima, quindi, consentì al principe dì avere la meglio, contro le stesse disposizioni giuridiche del tempo, che vietavano la costruzione di nuovi paesi che distassero meno di sette miglia da altri centri urbani.
Stefano Reggio-Gravina ebbe così via libera per realizzare l'ambizioso progetto di riunire sotto la sua proprietà il feudo Batticani e il feudo Scorciavacche.
In un primo momento il principe chiamò la cittadina in costruzione "Santo Stefano Reggio".I lavori di costruzione ebbero inizio nel 1768, primo giorno di primavera: una data probabilmente non casuale, che voleva avere un significato bene augurale. Le prime case, tutte di eguali dimensioni. Nell'asse culminante con la collinetta del Calvario, a circa 700 m sul livello del mare, fu costruita la piccola chiesa di Santo Stefano, protettore del paese.
Per popolare il nuovo paese il principe emanò un bando, promettendo la concessione gratuita del terreno dove costruire la casa e il pagamento di lievi censi per gli appezzamenti di terreno concessi in enfiteusi. Dai paesi del circondario, allora, arrivò tanta gente, attratta dal miraggio della casa e del lavoro. Già nel 1798, Campofiorito contava 775 abitanti, fino ad arrivare - negli anni '50 - a 2.500. Dopo le ondate migratorie degli anni '60, però, gli abitanti si stabilizzarono temporaneamente ai 1700.Cifra che tuttora continua a scendere.  Testimonianza della presenza del principe è la chiesa di Santo Stefano, che sorge in via Calvario. All'interno della chiesa vi si conserva anche una lapide in marmo con iscrizioni latine, rinvenuta nel 1935, fatta incidere probabilmente dallo stesso Stefano Reggio.

## Monumenti e luoghi di Interesse

### Architetture religiose
- Chiesa Madre di San Giuseppe
- Chiesa di Santo Stefano
- Chiesa di Maria Ss. Addolorata, detta volgarmente della "Madunnuzza d' 'a Punta 'a Terra"

## Società

### Evoluzione demografica
Abitanti censiti

### Tradizioni e folclore
Campofiorito è riuscita a non perdere le tradizioni come tutte le città siciliane dell'entroterra. Ricordiamo la festa del Compatrono San Giuseppe il 19 marzo con la processione e le altre manifestazioni tipiche delle feste popolari. In questo giorno si allestiscono nelle case private tavolate e altari dedicati a San Giuseppe. Recentemente viene innalzato nei locali dell'ex Lavatoio "Regina Elena" un monumentale altare, nel contesto dell'evento : "L'artaru di San Giuseppi nelle terre del Principe di Campofiorito".
La festa di Maria Santissima del Rosario,  il 10 ottobre, antica festa in onore della Madonna e particolarmente legata alla rinomata fiera del bestiame, ultima della stagione. In disuso ormai, la festa di Santo Stefano (che si celebrava, secondo il Nicotra, il 26 Agosto con il concorso della pubblica municipalità).

## Economia

### Turismo
Arrivati in paese si nota subito la statua in bronzo dedicata ai caduti delle due guerre mondiali. Di Fronte fa bella mostra la fontana rotonda in pietra. Inoltre da visitare le due chiese e l'ex lavatoio pubblico oltre ad altre opere sparse per il paese, inoltre il primo sabato d'agosto si tiene una sagra delle fave dove per l'occasione si costruiscono delle capanne dove si distribuiscono le fave e prodotti tipici e del vino nostrano.

## Amministrazione
Di seguito è presentata una tabella relativa alle amministrazioni che si sono succedute in questo comune.
| Periodo          | Periodo          | Primo cittadino        | Partito                    | Carica  | Note  |
| ---------------- | ---------------- | ---------------------- | -------------------------- | ------- | ----- |
| 12 dicembre 1987 | 26 maggio 1990   | Luigi Guadagnino       | Democrazia Cristiana       | Sindaco | [ 6 ] |
| 26 maggio 1990   | 17 giugno 1993   | Salvatore Eduardo Leto | Partito Comunista Italiano | Sindaco | [ 6 ] |
| 10 luglio 1993   | 10 febbraio 1994 | Maurizio Giordano      | Democrazia Cristiana       | Sindaco | [ 6 ] |
| 13 giugno 1994   | 25 maggio 1998   | Maurizio Giordano      | lista civica               | Sindaco | [ 6 ] |
| 25 maggio 1998   | 27 maggio 2003   | Maurizio Giordano      | lista civica               | Sindaco | [ 6 ] |
| 27 maggio 2003   | 17 giugno 2008   | Giuseppe Sagona        | lista civica               | Sindaco | [ 6 ] |
| 17 giugno 2008   | 20 maggio 2013   | Giuseppe Sagona        | lista civica               | Sindaco | [ 6 ] |
| 11 giugno 2013   | in carica        | Giuseppe Oddo          |                            | Sindaco | [ 6 ] |

### Gemellaggi
- Aci Catena
- Catenanuova